# Sindicato de oficios varios
Un sindicato de oficios varios o SOV, denominado en el Cono sur como sociedad de resistencia,  es un conjunto de trabajadores de distintos oficios y ramos de producción que se unen para defender sus intereses cuando no existen personas suficientes trabajando en un mismo ramo para crear sindicatos de ramo. En inglés se la denomina general union, mientras en portugués se la conoce como sindivários.
En la terminología anarcosindicalista estos sindicatos están formados por un mínimo de cinco personas, siendo indiferente los oficios o ramos de producción en los que trabajen. A medida que un sindicato de oficios varios va creciendo, pueden irse formando sindicatos de ramo, quedando menos trabajadores encuadrados en el sindicato de oficios varios en sí.
Cuando no se llega a las cinco personas, se puede formar un núcleo confederal adherido al SOV de la localidad más cercana (en el Estado español de la central sindical CNT).